# معهد الخرطوم الدولي للغة العربية
معهد الخرطوم الدولي للغة العربية هو معهد سوداني يقع في الخرطوم وتشرف عليه المنظمة العربية للتربية والثقافة والعلوم تأسس وبدأ نشاطه في أكتوبر عام 1974
في العام 1977 تم تعديل إسمه ليصبح معهد الخرطوم للغة العربية.

## نشأة المعهد
تبلورت فكرة إنشاء المعهد في 1972 حين رغبت حكومة السودان في معالجة مشكلة التداخل اللغوي في مناطق من السودان. وعُرض الأمر على المنظمة العربية للتربية والثقافة والعلوم لتسهم في إنشاء مركز للمساعدة في حل مشكلة تعليم اللغة العربية للناطقين بغيرها. وبعد تبني المنظمة للفكرة، فضلت أن تكون بصورة أوسع لتشمل كل البلاد الأخرى، والمسلمة منها على وجه الخصوص، والتي تهتم بمجالات تعلم وتعليم اللغة العربية.
يتركز الهدف المحوري للمعهد في إعداد اختصاصين في مجال تعليم اللغة العربية للناطقين بغيرها، وأن يكون المتخرج فيه من أهل الكفاية العلمية في الآتي:
1. تصميم النصوص المتدرجة المستويات وتأليف الكتب ووضع المناهج .
2. استخدام طرق التدريس المختلفة في تعليم اللغة العربية لغير الناطين بها .
3. اختيار الوسائل التعليمية وانتاجها واستخدامها .
4. تدريب المعلمين وتأهيلهم وإعدادهم للإشراف والتوجيه في مجال تعليم اللغة العربية لغير الناطقين بها .واستتبع الهدف المحوري أنواعاً من النشاط العلمي تتمثل في :

- إجراء البحوث والدراسات العلمية
- مباشرة الخدمات العلمية والثقافية المتصلة بالمعهد .
- استنباط طرق علمية لكتابة اللغات غير العربية بالحرف العربي .[1]

## الدرجات العلمية الممنوحة

### اللغة العربية للناطقين بغيرها
1. درجة الماجستير في تعليم اللغة العربية للناطقين بغيرها.
2. درجة الدبلوم العالي في تعليم اللغة العربية للناطقين بغيرها
3. البكلاريوس في تعليم اللغة العربية للناطقين بغيرها
4. الدبلوم العالي في تحقيق المخطوطات العربية.

### برنامج التربية
1. الدبلوم العالي في التربية
2. الماجستير في التربية ويشمل :

- الإدارة والتخطيط التربوي.
- المناهج وطرق التدريس.
- القياس والتقويم التربوي.
- التوجيه التربوي والإرشاد النفسي.
- تدريس اللغة العربية.[1]